# Jeden svět nestačí
Jeden svět nestačí je 19. film ze série o Jamesi Bondovi, hlavní roli ztvárnil Pierce Brosnan. Scénář napsali Neal Purvis and Robert Wade. Ve filmu má James Bond za úkol zastavit padoucha jménem Renard, který se snaží zaútočit pomocí výbuchu unesené jaderné ponorky.
Tato bondovka byla poslední, ve které si zahrál Desmond Llewelyn jako Q. Pár týdnů po premiéře tragicky zahynul při automobilové nehodě. V průběhu filmu představil svého nástupce (R) a zmizel postupným klesáním do podlahy. Mezi fanoušky se rozhořela diskuze, zda tato scéna měla být opravdu tou poslední, ve které se Desmond Llewelyn objevil.

## Natáčení
Při natáčení úvodní honičky ve člunech na Temži byly v okolí instalovány web kamery, aby fanoušci mohli průběh natáčení sledovat. Ve filmu je vidět skutečné sídlo britské tajné služby MI6, proti čemuž původně britská vláda z bezpečnostních důvodů protestovala. Nakonec však ministr zahraničních věcí Robin Cook prohlásil, že „po všem, co Bond udělal pro Británii, je tohle to nejmenší, co může Británie udělat pro Bonda.“ (After all Bond has done for Britain, it was the least we could do for Bond.)

## Automobily a technické hračky ve filmu
- BMW Z8 — mírně vylepšen Q, např. raketami země-vzduch, dálkovým ovládáním a šesti držáky nápojů (jak v úvodu pyšně zmínil R, nástupce Q).
- Q člun — v úvodní honičce zničený člun, který si Q připravoval na důchod plný rybaření, daleko od Jamese Bonda. Kromě navigačního systému GPS byl člun vybaven několika torpédy a systémem pro okamžité ponoření.
- hodinky Omega — schopné vystřelit lano s hákem.
- Ochranná bunda - po zatažení za provázek obalí nositele ochranným balónem. Jen díky ní James Bond přežije v lavinovém závalu, když lyžuje s Elektrou.
- rentgenové brýle — díky nim James Bond vidí zbraně ochranky v kasínu a občas i dámské spodní prádlo

## Bond girls
- Elektra King - Sophie Marceau
- Christmas Jones - Denise Richards
- Molly Warmflash - Serena Scott Thomas
- Giulietta da Vinci - Maria Grazia Cucinotta

## Herecké obsazení
- Pierce Brosnan jako James Bond
- Sophie Marceau jako Elektra King
- Robert Carlyle jako Renard
- Denise Richards jako Dr. Christmas Jones
- Robbie Coltrane jako Valentin Dmitrovich Zukovsky
- Judi Dench jako M
- Desmond Llewelyn jako Q
- John Cleese jako R
- Maria Grazia Cucinotta jako Giulietta da Vinci
- Samantha Bond jako Moneypenny

## Soundtrack
Vydán v roce 1999, hudbu složil David Arnold. Skladatel poprvé v historii porušil tradici, která přikazuje zakončit film zcela novou skladbou, nebo (častěji) opakováním skladby úvodní.

## Děj
V úvodu jedná James Bond (Pierce Brosnan) se švýcarským bankéřem v Bilbau o navrácení peněz zaplacených průmyslníkem sirem Robertem Kingem jako výkupné za jeho unesenou dceru Elektru Kingovou. Bond uspěje, vrací peníze prostřednictvím M Kingovi. Ten se k nim dostane, avšak při doteku jedné z bankovek zahyne při explozi přímo v centrále MI6. Bond na člunu vyrobeném Q pronásleduje vražedkyni, která ovšem uniká v balónu, kterého se Bond zachytí, ale žena v obklíčení vrtulníkem spáchá sebevraždu a Bond spadne na střechu rozestavěného Millennium Dome, což mu způsobí poranění ramena na levé ruce.
Po pohřbu Kinga je Bond poslán k ochraně Elektry Kingové, která přebírá po otci stavbu ropovodu z Kaspického moře na jih Turecka. Hlavním podezřelým je zloduch Renard, kterého se MI6 už jednou pokusila zabít. Tehdy však 009 selhal a pouze vstřelil kulku do Renardova mozku. Díky tomu má posunutý práh bolesti a je schopen vydržet mnohem více věcí než běžný člověk, ale den po dni se mu zavrtává více do mozku, takže je prakticky chodící mrtvola.
Podle podezření MI6 ukradl Renard plutonium z bývalé ruské základny v Kazachstánu. Bond se tedy vydá na základnu, kde se setkává s americkou jadernou fyzičkou Dr. Christmas Jonesovou. Poté oba proniknou do budovaného ropovodu, kde uvidí, že Renard do něj umístil jadernou bombu. Při bližším zkoumání zjistí, že Renard použil jen část plutonia. Nechá tedy bombu vybuchnout (bez jaderného materiálu). Těsně poté Bond zjistí, že M byla unesena.
Dalším pátráním vyjde najevo, že Elektra spolupracuje s Renardem, který ji kdysi unesl. Společně hodlají umístit zbývající plutonium do jaderné ponorky, která by následně explodovala v Bosporském průlivu. Tím by byl zničen Istanbul a průliv kontaminován na řadu let. Jediným prostředkem pro dopravu ropy z Ázerbájdžánu by pak byl Elektřin ropovod.
Bondovi se nakonec podaří tragédii zabránit. Při tom je zajat a mučen Elektrou, která mu říká „Dala bych ti celý svět“, na což Bond odpovídá „Jeden svět nestačí“ a cituje tak název filmu a motto rodu Bondů (latinsky Orbis non sufficit), které se objevilo ve filmu V tajné službě Jejího Veličenstva.